# Mérope (étoile)
Pour les articles homonymes, voir Mérope.
Désignations
Mérope (ou 23 Tauri dans la désignation de Flamsteed) est une étoile de la constellation du Taureau et membre de l'amas des Pléiades. Elle est située à environ 440 années-lumière de la Terre.

## Propriétés
Mérope est une sous-géante bleue-blanche de type spectral B6IVe avec une magnitude apparente moyenne de +4,14. Elle possède une luminosité égale à 630 fois celle du Soleil et une température de surface de 14 000 kelvins. La masse de Mérope est d'environ 4,5 masses solaires et son rayon est au moins quatre fois plus grand que celui du soleil[réf. nécessaire]. Elle est classée comme une étoile variable de type Beta Cephei et sa brillance varie de 0,01 magnitude.
Autour de Mérope se trouve la nébuleuse de Mérope. Faisant partie de la nébuleuse que l'amas des Pléiades est actuellement en train de traverser, elle est la partie la plus brillante autour de Mérope et est classée dans l'Index Catalogue sous le numéro IC 349.

## Noms
Le nom de Mérope a été formalisé par l'Union astronomique internationale le 20 juillet 2016.